# Cucullia tropicarabica
Cucullia tropicarabica är en fjärilsart som beskrevs av Edward P. Wiltshire 1949. Cucullia tropicarabica ingår i släktet Cucullia och familjen nattflyn. Inga underarter finns listade i Catalogue of Life.